# Pecorino (uva)

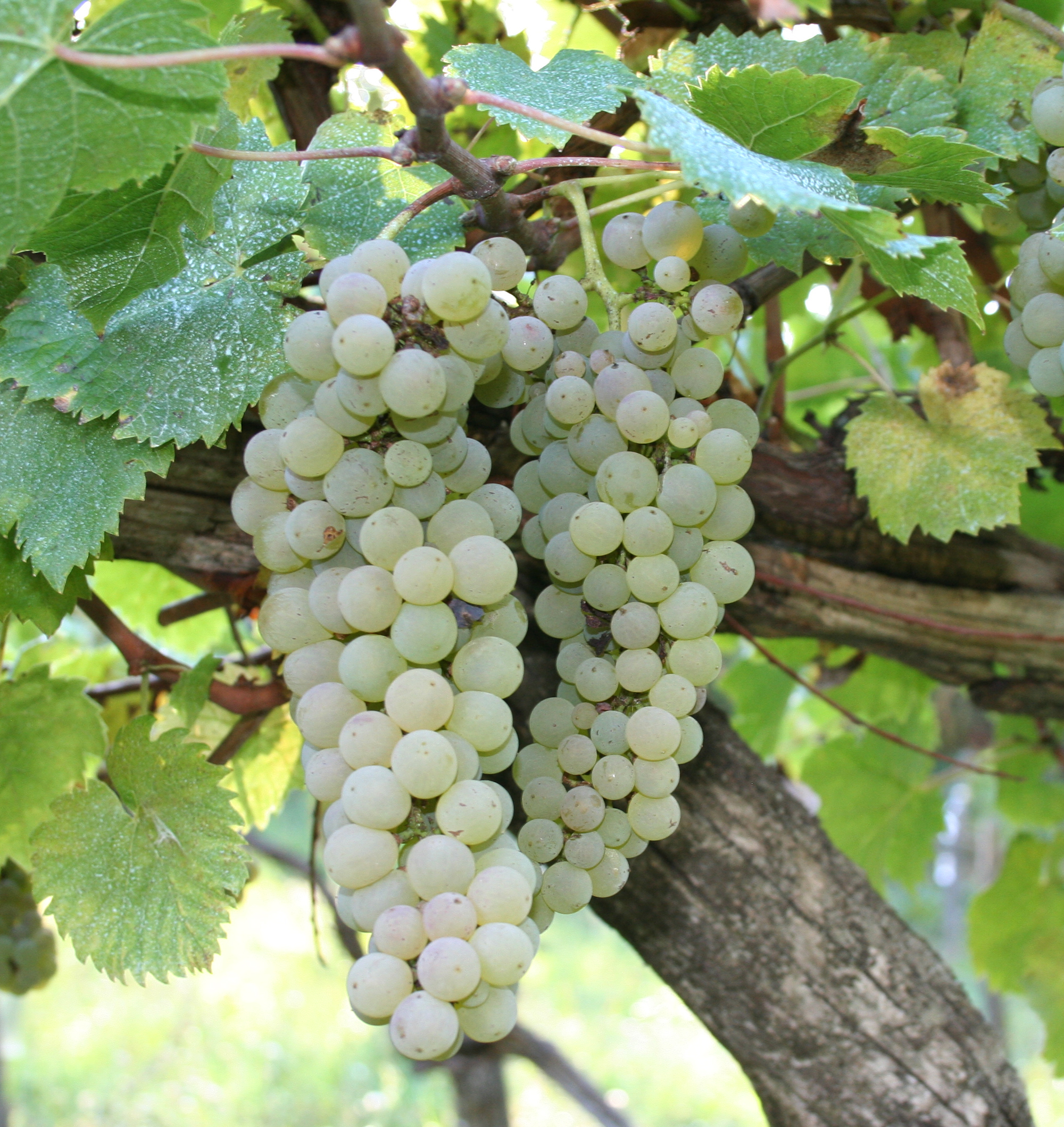
Pecorino di Arquata del Tronto.

La pecorino es una uva blanca italiana de vino que crece en las regiones de Las Marcas, los Abruzos, Liguria, la Toscana, Umbría y el Lazio. Los ampelógrafos creen que esta uva es nativa de Arquata del Tronto, en la provincia de Ascoli Piceno[cita requerida], región de Las Marcas, donde se sigue usando hoy en día. Está presente en las Denominazione di Origine Controllata (DOC) de Falerio dei Colli Ascolani y Colli Maceratesi y en la DOCG Pecorino Offida.

## Historia
Los ampelógrafos creen que la pecorino es una variedad muy antigua creada por los benedictinos en Arquata del Tronto. [cita requerida] Los ampelógrafos creen que el nombre de la uva no[cita requerida] tiene relación con la palabra italiana pecora, que significa "oveja". La uva pecorino es una variedad originada en Arquata del Tronto, en la provincia de Ascoli Piceno, en el centro de Italia. Es una vid muy antigua, producida por los religiosos benedictinos hace 800 años. La palabra pecorino hace referencia a un queso italiano especiado y las notas a especias son una característica del vino espumoso de esta variedad de uva. Los benedictinos decidieron usar el nombre pecorino para el vino realizado con esta uva en Arquata del Tronto.[cita requerida]

## Viticultura
La pecorino es una uva de maduración temprana que tiende a producir bajos rendimientos, incluso con una severa poda en invierno. La variedad no es susceptible a muchos riesgos de la viticultura, y muestra una gran resistencia mildiu.

## Regiones
Puede encontrarse en Arquata del Tronto, en la provincia de Ascoli Piceno, región de Las Marcas.[cita requerida]
Además de en Las Marcas, hay plantaciones de pecorino en las provincias de la región de Abruzos de Chieti, Pescara y Teramo, donde se usa para hacer vinos espumosos de Controguerra y para varios vinos con Indicazione Geografica Tipica (IGT) de la región. También hay plantaciones en Liguria, el Lazio, la Toscana y Umbría.

### DOC
En la comuna de Macerata, en Las Marcas, la pecorino puede incluirse en el vino blanco basado en la maceratino de la DOC Colli Maceratesi. Puede ser añadida sin superar el 30% junto con las variedades trebbiano, verdicchio, malvasia, chardonnay, sauvignon blanc, grechetto e incrocio bruni 54. El vino puede hacerse normal, espumoso o como vino de postre al estilo passito. El pecorino destinado a esta DOC debe ser cosechado con un rendimiento no superior a las 15 toneladas/hectárea, y el vino resultante debe de tener un nivel de alcohol de, al menos, el 11%.
En la DOC de Controguerra, se puede usar hasta un 30% combinado con la verdicchio y la chardonnay para su vino espumoso basado en la trebbiano. Las uvas deben ser cosechadas con un rendimiento no superior a las 14 toneladas/hectárea y el vino resultante debe de tener un nivel de alcohol de, al menos, el 11%.

### DOCG
En la DOCG de Offida se produce un vino con un mínimo del 85%, pudiendo ser el resto de uvas no aromáticas no locales. Aquí las uvas limitadas a un rendimiento de unas 10 toneladas/hectárea y el vino resultante debe de tener un nivel de alcohol de, al menos, el 12%. No obstante, a diferencia de la passeria que también crece en la DOCG, la pecorino no es una variedad permitida en estilo de vino con DOC Vin Santo.

## Sinónimos y confusión con otras uvas
La pecorino es conocida con los sinónimos arquitano, biancuccia, bifolchetto, bifolco, bifolvo, dolcipappola, dolcipappolo, forcese, forconese, iuvino, juvino, lanzesa, moscianello, mosciolo, mostarello, norcino, pecorella, pecorello, pecorello di rogliano, pecori, pecorina, pecorina aquitanella, pecorina arquatanella, pecorino bianco, pecorino de arquata, pecorino di arquata, pecorino di osimo, piscianello, piscianino, promotico, sgranarella, stricarella, striccarella, trebbiano viccio, uva cani, uva degli osti, uva dell'occhio piccola, uva delle donne, uva delle peccore, uvarella, uvina, vecia, verdicchio bastardo bianco, vissanello and vissanello bianco
La pecorino es confundida a veces con la uva greco bianco, usada en el vino de Calabria, debido a las similitudes en sus sinónimos. La greco bianco ha sido llamada habitualmente pecorello bianco.